# Laboratório de Instrumentação e Física Experimental de Partículas
O Laboratório de Instrumentação e Física Experimental de Partículas (LIP) é uma associação científica e técnica de utilidade pública em Portugal, que tem por objectivo a investigação no campo da Física Experimental de Altas Energias e da Instrumentação Associada. O LIP foi fundado em 1986 e é um Laboratório Associado do Estado Português.